# Sauromalus
Los chacahualas (género Sauromalus) son lagartos de la familia iguanidae. Habitan las regiones desérticas del suroeste estadounidense y los estados mexicanos norteños. Hay cinco especies. Su nombre viene de la palabra "tcaxxwal" (empleada por los shoshones) o "caxwal", de origen cahuilla.

## Especies
Está conformado por las siguientes especies:
- Sauromalus ater Duméril, 1856 – Chacahuala del Noroeste
- Sauromalus klauberi Shaw, 1945 – Chacahuala de la Isla Santa Catalina.
- Sauromalus hispidus Stejneger, 1891 – Chacahuala de la Isla Ángel de la Guarda.
- Sauromalus slevini Van Denburgh, 1922 – Chacahuala de la Isla Monserrat
- Sauromalus varius Dickerson, 1919 – Chacahuala de la isla de San Esteban.